# Dumi (taal)
Dumi is een taal die deel uit maakt van de Tibeto-Birmaanse talen en van de familie van Kirantitalen. 
De taal wordt gesproken in een deel van Khotang in Nepal. Voor de bescherming van de taal en de cultuur werd de Dumi Kirat Rai Funsikim opgericht. Er wordt door hen geschat dat ongeveer 2500 personen Dumi spreken wat ongeveer 25% van de Dumi-bevolking is.
Er zijn een aantal varianten en dialecten bekend: Kharmi, Jalapa, Baksila, Sapteshwor en Makpa. De plaatselijke bevolking spreekt naast Dumi soms ook nog Nepali, Sampang en Thulung.
In 1993 gebeurde een eerste uitgebreide onderzoek naar deze taal door George van Driem, in 2008 werd er door de Tribhuvan University opnieuw onderzoek naar gedaan.